# Magneuptychia newtoni
Espèce
Magneuptychia newtoni est une espèce d'insectes lépidoptères (papillons) de la famille des Nymphalidae, de la sous-famille des Satyrinae et du genre Magneuptychia.

## Dénomination
Magneuptychia newtoni a été décrit par Arthur Hall (d) en 1939 sous le nom initial d’Euptychia newtoni.

## Description
Magneuptychia newtoni est un papillon d'une envergure d'environ 50 mm, de couleur marron. Le dessus est uni, le revers est beige foncé, rayé d'ocre cuivré, avec un ocelle à l'apex de l'aile antérieure et une ligne submarginale d'ocelles à l'aile postérieure dont seuls ceux de l'apex et proches de l'angle anal sont noirs pupillés de bleu métallisé, ceux situés entre eux sont bleu métallisé.

## Biologie
Il vole toute l'année.

## Écologie et distribution
Magneuptychia newtoni est présent en Équateur, au Guyana et en Guyane,,.

### Biotope
Il réside en forêt.

### Protection
Pas de statut de protection particulier.